# Masclat
Masclat är en kommun i departementet Lot i regionen Occitanien i södra Frankrike. Kommunen ligger i kantonen Payrac som tillhör arrondissementet Gourdon. År 2022 hade Masclat 356 invånare.

## Befolkningsutveckling
Antalet invånare i kommunen Masclat
| Referens: INSEE |